# Lithopone
Le lithopone, blanc de lithopone ou blanc de Comines est un pigment blanc composé d'un mélange de sulfure de zinc et de sulfate de baryum, généralement en proportions équimolaires.

## Histoire
Le lithopone a été découvert dans les années 1870 par DuPont. Il a été produit par la Krebs Pigments and Chemical Company, entre autres. Il se faisait en différents grades, en fonction de la teneur en sulfure de zinc. Les qualités « bronze » et « or » contenaient 40 à 50 % de sulfure de zinc, ce qui les rendaient particulièrement couvrantes. Bien que ce pigment ait atteint son pic de popularité autour de 1920, il s'en produisait encore annuellement plus de 220 000 tonnes en 1990. Il est principalement utilisé dans les peintures, les pâtes et les plastiques.
Un pigment apparenté, mais où le sulfate de baryum est remplacé par du sulfate de calcium, prend le nom de « sulphopone ».

## Production
Le lithopone est produit par coprécipitation de sulfure de baryum et de sulfate de zinc, le plus souvent en proportions équimolaires, puis grillage de la pulpe résultante. 
BaS + ZnSO4→ ZnS · BaSO4
Le produit obtenu par cette méthode est constitué de 29,4 % en masse de ZnS et 70,6 % en masse de BaSO4. Il existe des variations, par exemple l'adjonction de chlorure de zinc à la pâte avant chauffage produit un pigment plus riche en ZnS.